# Molophilus (Molophilus) tanypus tanypus
Molophilus (Molophilus) tanypus tanypus is een ondersoort van de tweevleugelige Molophilus (Molophilus) tanypus uit de familie steltmuggen (Limoniidae). De ondersoort komt voor in het Australaziatisch gebied.